# Шэньхэ
Шэньхэ́ (кит. упр. 沈河, пиньинь Shěnhé) — район городского подчинения города субпровинциального значения Шэньян (КНР). Здесь находится политический и деловой центр Шэньяна.

## История
После Второй мировой войны Шэньян в административном плане был разделён на 22 района. После того, как в 1948 году город перешёл под контроль коммунистов, старые 22 района были слиты в 8. Одним из этих восьми районов и стал район Шэньхэ (получившийся в результате объединения районов Шэньян (沈阳区) и Хуньхэ (浑河区)).

## Административное деление
Район Шэньхэ делится на 15 уличных комитетов.

## Достопримечательности
- Мукденский дворец
- Резиденция Чжан Цзолиня